# ترحيل المثقفين الأرمن
ترحيل المثقفين الأرمن ويُعرفُ أحيانًا باسم الأحد الأحمر (بالأرمنية: Կարմիր կիրակի)‏ كان أول حدث كبير وذو ملحوظية واهتمام ممّا جرى خلالَ الإبادة الجماعية للأرمن، حيث شنّت الدولة العثمانية وعاصمتها القسطنطينية حملة على المثقفين منَ الأرمن في العديد من المناطق والمدن من أجل القبضِ عليهم وترحيلهم في وقتٍ لاحق. من أجلِ القيام بذلك؛ صدرَ أمرٌ رسمي منَ وزير الداخلية طلعت باشا في 24 أبريل 1915. في تلك الليلة؛ قُبضَ على الموجة الأولى والتي كانَ قوامها ما بينَ 235 حتّى 270 من المفكرين الأرمن في مدينة القسطنطينية وحدها. بلغَ في نهاية المطاف إجمالي الاعتقالات والترحيل 2,345. اعتُمدَ قانون التهجير في 29 أيار/مايو 1915؛ لذلك تمّ نقل هؤلاء المعتقلين في وقت لاحق خارجَ الإمبراطورية العثمانية في حين أنّ معظمهم قد قُتل مُقابل نجاة القليل منهم بعد تدخل معارفهم مثلَ فرتانيس بابازيان وكوميتاس.
وُصفَ هذا الحدث من قِبل المؤرخين بشتّى الأوصاف بل شُبهَ بحملة إضراب قطع الرأس، والتي كانت تهدف إلى حرمان السكان الأرمن من فرصة تشكيل أي مقاومة تُدافع عنهم وعن حقوقهم. اليوم؛ تُحيى ذكرى ضحايا الإبادة الأرمنية في 24 نيسان/أبريل من كلّ عام وفيها يتذكر الأرمن ما حصلَ لمثقفيهم من تنكيل وتعذيب وإعدامات جماعيّة. في الوقت الحالي؛ صارَ يوم الـ 24 من نيسان عيدًا وطنيًا في أرمينيا وجمهورية مرتفعات قرة باغ كما يحتفلُ بهِ الشتات الأرمن في جميع أنحاء العالم.

## الترحيل

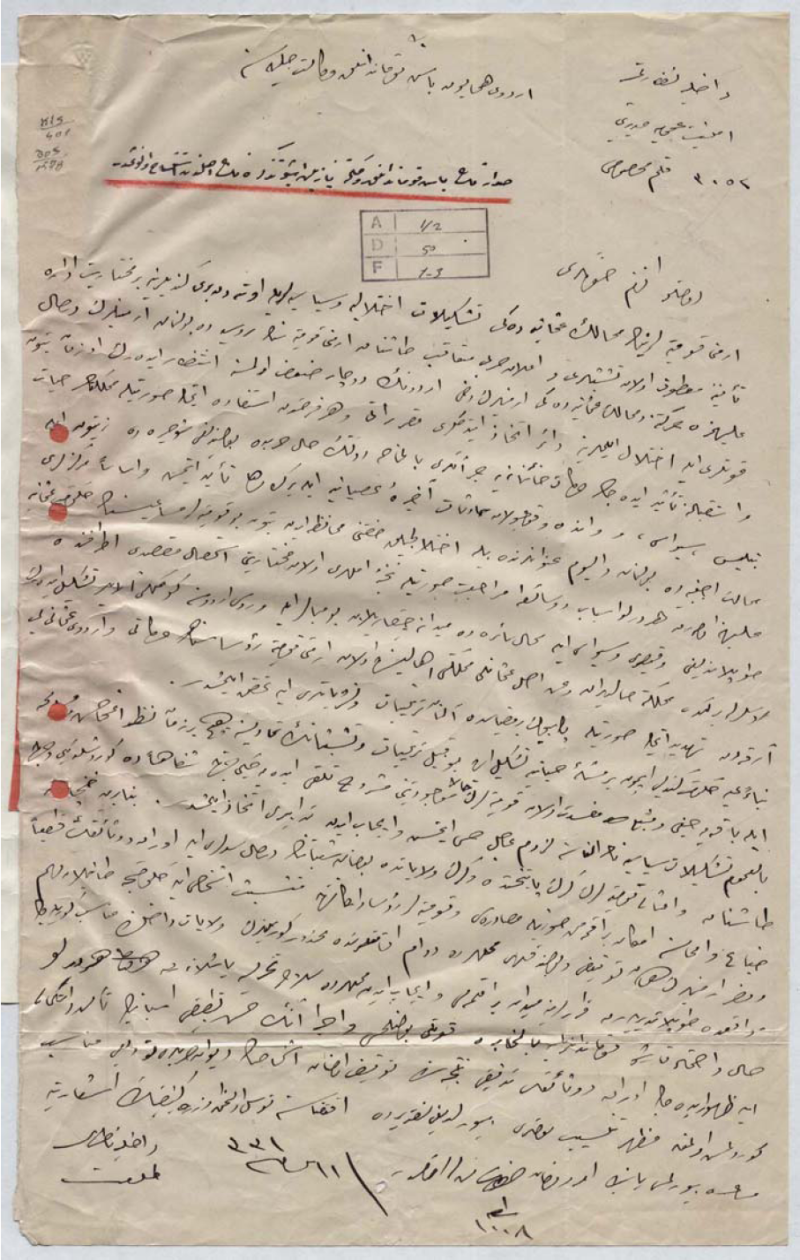
نسخة أصلية من تعليمات وزارة الداخلية في 24 أبريل 1915

### الاحتجاز
أمرَ وزير الداخلية العثماني طلعت باشا الأمرَ بالاحتجاز في 24 أبريل 1915. بدأت العمليّة في تمام الساعة الثامنة مساءًا في القسطنطينية تحتَ بقيادة بدري باي قائد الشرطة في المدينة. في ليلة 24-25 نيسان/أبريل 1915؛ بدأت السُلطات حملة الاعتقال وقد ألقت القبض في البداية على ما بين 235 إلى 270 من مثقفي الأرمن بمن فيهم رجال الدين والأطباء المحررين والصحفيين والمحامين والمعلمين وكذا السياسيين الذين اعتُقلوا بناء على تعليمات من وزارة الداخلية.
ارتفعت وتيرة عمليّات القبض والترحيل في وقتٍ لاحق من ذلك اليوم ثم احتُجر كل المقبوض عليهم في السجن المركزي. انطلقت موجة ثانية من عمليات القبض والتي شملت هذه المرّة ما بين 500 حتّى 600.
بحلول نهاية آب/أغسطس 1915؛ كانت الدولة العثمانيّة قد رحلت حوالي 150 أرمني يحملُ الجنسية الروسية من القسطنطينية إلى مراكز أخرى،[بحاجة لمصدر] في حين نُقلَ عدد قليل من المحتجزين بما في ذلك الكاتب الكسندر بانوسيان (1859 - 1919) الذي نُقّل في نفس الأسبوع إلى الأناضول. في المجموع؛ قُدر عدد المُعتقلين بـ 2,345 جرَى ترحيلُ الكثير منهم رغمًا عنهم؛ على الرغمِ من أنّ معظمهم من غير القوميين ولم يكن لديهم أي انتماءات سياسية.

### تفاصيل الترحيل
بعدَ المصادقة على قانون التهجير في 29 أيار/مايو عام 1915؛ تمّ ترحيلُ معظم الأرمن اليساريين من مُعتقلاتهم إلى سوريا العثمانية في حين نُقل الآخر منَ السجن المركزي على مثنِ باخرة إلى محطة حيدر باشا. بعد انتظارٍ دام لمدة عشر ساعات؛ نُقل المثقفون في اتجاه أنقرة في اليوم التالي. كانت القافلة تضمّ 220 من الأرمن ممن ورد اسمهم في قائمة الترحيل الخاصّة بوزراة الداخليّة. بعد رحلة بالقطار دامت 20 ساعة؛ نزلَ المثقفين في منطقة تُدعى سينسانكوي (بالتركية: Sincanköy)‏ بالقرب من أنقرة يوم الثلاثاء ظهرًا.
أُرسلت مجموعة واحدة إلى جانقري في حين أُرسلت الثانيّة إلى أياش. نُقل من كان ضمنَ المجموعة الثانيّة في عربات لبضع ساعات أخرى لمكان مجهول وهناك قُتلوا بعد غيابهم أو بالأحرى اختطافهم لعدّة أشهر. 10 فقط (أو 13 كما تُشير بعض المصادر) منَ المرحلين من هذه المجموعة من منحوا إذنًا بالعودة إلى القسطنطينية من أياش. اعتُقلت مجموعة إضافية عددها 20 أرمينيًا في 24 نيسان/أبريل وقد نُقلت هي الأخرى إلى جانقري في السابع أو الثامن من مايو 1915. فيما احتُجزَ ما يقرب من 150 سياسيًا في أياش و150 مفكرًا آخرًا في جانقري كذلك.

### المُحاكمة العسكرية
نُقل بعض السجناء مثل الدكتور نظريت داغفاريان وسركيس ميناسيان يوم الخامِس من أيار/مايو من سجن أياش تحتَ حراسة عسكرية إلى مدينة ديار بكر جنبا إلى جنب مع بعض المُفكرين أمثال هاروتيان جانغوليان وكاريكين خاشاج للمثول أمام محكمة عسكرية. قُتل بعضهم على ما يبدو على يدِ الدولة برعاية الجماعات شبه العسكرية التابعة لها بالأساس كما أُرسل مفكرون آخرون للمثول أمام محكمة عسكرية ثانية في 18 أيار/مايو 1915. حُوكِمَ المسلحون المسؤولون عن جرائم القتل وأعدموا في دمشق بما في ذلك جمال باشا في أحد أيام أيلول/سبتمبر 1915. أصبحَ هذا الحادث في وقتٍ لاحق موضوع تحقيق من قبل المجلس العمومي العثماني.

### الإفراج
أُفرجَ عنِ العديد من السجناء خاصّة من كان لهم بعض النفوذ أو لعائلاتهم. حُرّر خمسة من المرحلين إلى جانقري بناء على تدخلٍ من سفير الولايات المتحدة الأمريكية هنري مورغنثاو. في المجموع؛ سُمح لـ 12 منَ المرحلين بالعودة إلى القسطنطينية من جانقري بمن فيهم كوميتاس فيما سُمح لأربعة من المرحلين بالعودة إلى قونية في حين بقي باقي المرحلين تحت حماية حاكم ولاية أنقرة.

### الناجين
بعد هدنة مودروس في 30 تشرين الأول 1918 عاد مجموعة من مثقفي الأرمن الذين بقيوا على قيدِ الحياة إلى القسطنطينية التي كانت تحت احتلال الحلفاء. حينَها كثفَ المثقفين من نشاطهم الأدبي واستمروا في الإنتاج بغزارة حتّى سقوط الدولة العثمانية تقريبًا. عانى بعضُ منهم من اضطرابات ما بعد الصدمة ومشاكل نفسيّة أخرى؛ فعلى سبيل المثال لا الحصر أُصيب كوميتاس بحالة مُتقدمة من اضطراب الكرب التالي للصدمة النفسية وخضعَ مدة طويلة للعلاج دامت 20 سنة حتى وفاته في عام 1935.

## ذكرى الإبادة

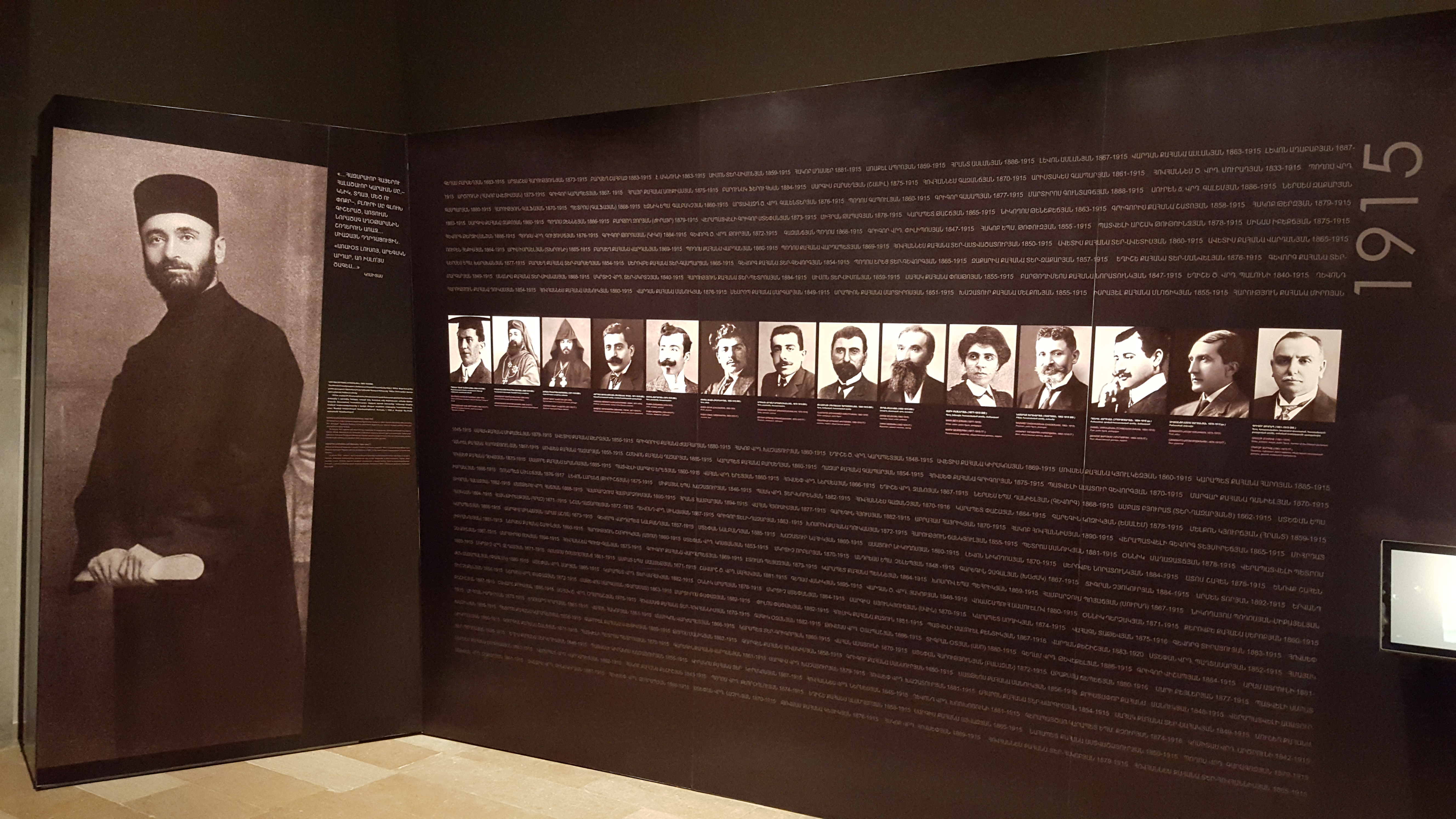
معرض مُكرس لتذكر ضحايا الإبادرة الأرمينية في تسيتسيرناكابيرد في يريفان.

في الوقت الحالي؛ فإنّ التاريخ الرسمي لإحياء ذكرى الإبادة الأرمنية هوَ 24 نيسان/أبريل من كلّ عام وهوَ اليوم الذي شهد بداية ترحيل المفكرين والمثقفين الأرمن. أول احتفال نظمهُ مجموعة من الناجين الأرمن منَ الإبادة الجماعية حيث عُقد في مدينة إسطنبول عام 1919 داخل كنيسة أرمينية وقد تميّزَ بمشاركة العديد من الشخصيات البارزة في الجالية الأرمنية في الاحتفال.